# Incêndio no Xuxa Park
O incêndio no Xuxa Park ocorreu durante a gravação do programa, em 11 de janeiro de 2001, no Projac, quando um curto circuito pôs fogo na nave decorativa localizada no fundo do cenário. Não houve mortes, mas 26 ficaram feridos, alguns em estado grave. Após o acidente, o programa foi cancelado.
Em 4 de junho de 1994, o programa televisivo Xuxa Park estreou, sendo exibido pela TV Globo. A atração foi a primeira gravada por Xuxa quando esta voltou ao segmento infantil. Xuxa Park era gravado no estúdio F do Projac (atualmente, Estúdios Globo) com um público composto, em sua maioria, por crianças, e exibia brincadeiras, números musicais e desenhos animados.
Em 11 de janeiro de 2001, Xuxa gravava um episódio comemorativo de carnaval. Com a comemoração, o estúdio foi todo decorado com materiais coloridos e altamente inflamáveis. O estúdio F do Projac tinha sua capacidade acima do limite. Ao final do programa, cinco minutos antes do momento em que Xuxa entraria na nave que compunha o centro do cenário (como sempre era feito nas gravações), um curto-circuito aparentemente ocorrido no mecanismo de abertura da porta da cúpula decorativa que cobria o objeto deu início a um incêndio na decoração. Nesse momento, Xuxa cantava a canção 'Ilariê" e assim fez até que fosse avisada por uma paquita. O fogo começa a se alastrar e Xuxa alerta às crianças para que se afastem do fogo, indo para trás da câmera.
As investigações apontaram que o desastre foi causado pelo curto-circuito, que provavelmente foi decorrente da falta de manutenção, e, segundo Lana Rhodes, ex-paquita, de um erro humano. O desastre causou o cancelamento do programa e fez com que os episódios que já estavam gravados não fossem exibidos, como sinal de respeito às vítimas.

## Antecedentes

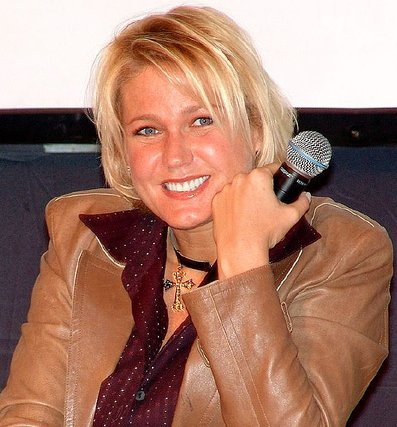
Xuxa em 2005, quatro anos após o incêndio.

Xuxa Meneghel, cantora e apresentadora brasileira, tornou-se conhecida na televisão na década de 1980 com s programa Xou da Xuxa e, na década seguinte, pelo sucessor Xuxa, voltado ao público infantil. Ao mesmo tempo, atrações como Xuxa Hits e Planeta Xuxa tinham público adolescente, para o qual Xuxa voltou-se mais durante a década de 1990. Como uma representação da volta de Meneghel ao segmento infantil, o programa televisivo Xuxa Park, exibido pela TV Globo, estreou no dia 4 de junho de 1994. O Xuxa Park exibia brincadeiras, números musicais e desenhos animados, com a presença de crianças na plateia do estúdio.
O programa gravado em 11 de janeiro de 2001 era um especial de carnaval, por isso o cenário contava com várias decorações feitas de material altamente inflamável. O episódio, gravado no estúdio F do Projac, estava previsto para ser exibido no dia 24 de fevereiro, sábado de Carnaval. Estavam no estúdio cerca de trezentas pessoas, duzentas delas crianças — os demais eram integrantes da equipe de produção, da técnica e os responsáveis pelos menores.

## A gravação e o incêndio
Na época, a polícia divulgou que o local estava com a capacidade acima do limite. A gravação ocorria normalmente, com Xuxa ao centro do palco acompanhada das Paquitas. Faltava cinco minutos para que a apresentadora entrasse na nave do cenário, ato que tradicionalmente encerrava o programa. No entanto, enquanto cantava "Ilariê", o fogo começou na nave, por volta das 21h06, alastrando-se rapidamente pelo ambiente, composto por material altamente inflamável.
É possível ver uma das Paquitas indo aparentemente conferir se algo aconteceu na nave (ela entra no fundo pelo lado esquerdo) e, logo após, correndo de volta para o palco para avisar Xuxa. Há um único vídeo do ocorrido, exibido no Jornal Nacional do mesmo dia. Depois, percebe-se que todas as Paquitas e algumas crianças começam a correr, enquanto Xuxa ainda canta, ainda sem perceber a fumaça e a degradação da nave no cenário.
Ao perceber, a apresentadora, preocupada com as cerca de duzentas crianças na plateia, corre gritando "Vem gente! Vem gente!" e se mostra assustada com a rapidez do fogo se alastrando pelo material que compunha a decoração. Em seguida, os bombeiros iniciam o trabalho de combate ao incêndio com extintores. As pessoas foram rapidamente retiradas pela brigada de incêndio do estúdio, sendo prestados os primeiros socorros pela equipe da ambulância de plantão. As vítimas foram levadas a quatro hospitais.

## Investigação
No dia seguinte, peritos da Polícia Civil foram ao estúdio, fazendo vistoria no cenário do programa para descobrir o que pode ter provocado o incêndio. Acredita-se que o fogo começou devido a um curto-circuito. A ex-paquita Lana Rhodes associa o erro a uma possível falha humana por parte da equipe da atração.

## Consequências
26 pessoas ficaram feridas, sete delas em estado grave. Um dos mais graves e de maior repercussão foi o de Thamires Gomes Valleja, com sete anos na época, que estava na roda gigante próxima à nave onde se iniciou o incêndio e sofreu queimaduras de segundo e terceiro graus, sendo a última a ser resgatada. A garota foi salva por Leonilson de Oliveira, segurança de Xuxa que resgatou diversas crianças. No entanto, ele ficou com quase 100% das vias respiratórias comprometidas. Após um longo tratamento custeado pela emissora, todos se recuperaram plenamente. Thamires, que teve 34% do corpo queimado, permaneceu internada por 107 dias.

### Cancelamento do programa
Inicialmente, o Xuxa Park não foi dado como cancelado; a emissora Globo anunciou que havia tirado os programas da Xuxa do ar temporariamente. A emissora, Xuxa e Marlene Mattos julgaram que não seria correto exibir esses programas enquanto as vítimas do incêndio permanecem internadas. Como resultado, passou a ser exibido o Festival de Desenhos, e posteriormente, a série Dawson's Creek. O programa nunca mais foi exibido. Oito episódios inéditos foram gravados e nunca foram ao ar. Xuxa voltou aos estúdios apenas três meses após o ocorrido, em abril, para comandar a penúltima temporada do Planeta Xuxa.